# Mohammad Nahavandian

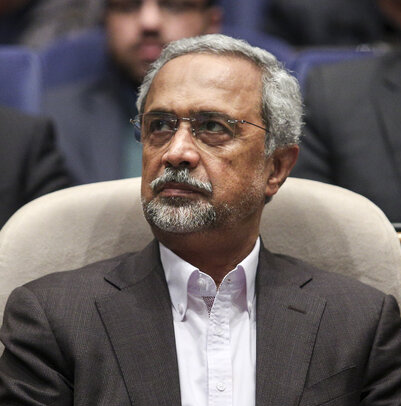
Mohammad Nahavandian 2019

Mohammad Nahavandian (* 2. Februar 1954 in Teheran) ist ein iranischer Politiker. Er war Chef der Handelskammer für Industrie, Bergbau und Landwirtschaft (اتاق بازرگانی، صنایع، معادن و کشاورزی ایران) und ist nun Stabschef in der Regierung von Hassan Rohani.